# Albert Eugene Gallatin
Albert Eugene Gallatin (Villanova, 23 luglio 1882 – New York, 15 giugno 1952) è stato un pittore statunitense.
Pittore cubista e discendente del segretario al tesoro Albert Gallatin, grazie alla ricca eredità del padre nel dicembre 1927 ha realizzato la prima collezione d'arte pubblica negli Stati Uniti d'America, composta da oltre 160 opere d'arte tra cui lavori di Picasso, Braque, Gris, Mondrian e Miró.